# Matti-Nykänen-Schanze
Die Matti-Nykänen-Schanze (finnisch Matti Nykäsen mäki, früher Laajavuoren hyppyrimäki „Sprungschanze (von) Laajavuori“) ist eine Normalschanze (HS 108) im finnischen Jyväskylä. Sie ist nach Matti Nykänen benannt.
In der Skisprunganlage (mit finnischem Namen Laajavuoren hyppyrimäet) gibt es noch eine Mittlere Schanze, die Matti-Pulli-Schanze (Matti Pullin mäki, HS 68), sowie Kleinschanzen der Größen K 30, K 20, K 9 ohne eigene Namen. Alle Anlagen sind mit Matten ausgelegt und somit auch im Sommer nutzbar.

## Geschichte
Laajavuori ist eines der finnischen Skisprungzentren. Bis Mitte der 1960er Jahre gab es eine 50-Meter-Schanze, bevor diese nach dem Bau der  Matti-Nykänen-Schanze (damals Laajavuoren hyppyrimäki und nur K 90) abgerissen wurde. Die Normalschanze kam 1974 dazu, anschließend folgte die Errichtung der K 30 im Jahr 1980. Als der in Jyväskylä geborene Skispringer Matti Nykänen bei den Olympischen Winterspielen 1988 drei Goldmedaillen gewann, wurde die Großschanze nach ihm benannt. Nach der Modernisierung in den 1990er Jahren ist seit 1993 die Nutzung auch im Sommer möglich. Bislang fanden auf der Schanze mehrere finnische Meisterschaften statt, unter anderem in den Jahren 2011 und 2013.
Der Schanzenrekord der Männer im Winter liegt bei 110,0 m, gehalten von Kimmo Yliriesto. Den Sommerrekord stellte Daniil Schtschegolew mit 111,5 m auf. Jenny Rautionaho ist Rekordhalterin der Damen mit 103,5 m.
Auf der Schanze Matti Pullin mäki sprangen Eetu Meriläinen mit 69,5 m im Winter und Tuomas Kinnunen mit 68,5 m im Sommer die bisherigen Rekorde. Bei den Damen hält Julia Kykkänen mit 67,0 m die Bestweite. Diese Schanze wurde nach dem erfolgreichen Nationaltrainer Matti Pulli (1933–2016) benannt.